# Скопско крајиште
Скопско крајиште (Босанско крајиште, Скопско—босанско крајиште) је била привремена админстративна јединица Османског царства.

## Историја
Основано је 1392. након османског освајања Скопља од српског обласног господара Вука Бранковића. После слома Вука Бранковића 1396. године, на простору његове области је постојала нека врста српско-турског двовлашћа све до 1455. године, када су Турци коначно у потпуности потчинили ове крајеве. За то време, поред Скопља, османска војска је имала своју посаду у старом утврђењу Звечан на Ибру и утврђењу Јелеч крај Новог Пазара (ондашње насеље Ново Трговиште), a кадија је био смештен у рударском месту Глухавица. Управници Скопског крајишта били су султанови заступници према западу и надзирали су суседне хришћанске вазалне владаре. Контролисали су пут према Сјеници, Пријепољу и даље према Босни.
Први управник крајишта био је освајач Скопља Саруханли паша Јигит-бег, у српским и дубровачким изворима називан Пашаит. Наследио га је син Исхак који је знатно проширио територију крајишта и ојачао турски утицај у Босни. Године 1448. када је Исхаков син Иса успоставио сталну власт у средњовековној жупи Врхбосни, крајиште је достигло највећи обим, а од тада се назива још и Скопско—босанско крајиште.
Крајиште се састојало од више вилајета. Термин вилајет се тада косристио за ниже управне области, да би у наредним вековима добио другачије значење, од када се користи за управне области највишег нивоа у Османском царству (пашалуке). Средином 15. века крајиште је обухватало следеће вилајете: Скопље, Калканделен (Тетово), Горњи и Доњи Дебар, Дуго Брдо, Река, Чемерница, Велес, Прилеп, Битољ, Кичево, Паштрик, Влк, Приштина, Звечан, Јелеч, Рас, Сјеница, Никшићи (Власи Никшићи) и Ходидјед.
Након османског освајања Краљевине Босне 1463. основан је Босански санџак, чиме је територија крајишта знатно умањена.
Управници крајишта:
- Саруханли паша Јигит-бег (Пашаит) (1392–1414),
- Исхак-бег (1414–1439),
- Химети-Заде Несух-бег (1439—1454),
- Иса-бег Исаковић (1454—1463).